# Хитачи (град)
Хитачи (јап. 日立市) град је у Јапану у префектури Ибараки. Према попису становништва из 2005. у граду је живело 199.218 становника.

## Становништво
Према подацима са пописа, у граду је 2005. године живело 199.218 становника.
| 1995.   | 2000.   | 2005.   |
| ------- | ------- | ------- |
| 212.304 | 206.589 | 199.218 |